# Roberto Bazlen
Pour les articles homonymes, voir Bazlen.
Roberto Bazlen, également appelé Bobi Bazlen, né le 10 juin 1902 à Trieste et mort à Milan le 27 juillet 1965, est un critique littéraire et un écrivain italien.

## Biographie
Roberto Bazlen naît et grandit dans l'ambiance austro-hongroise de Trieste. Il évolue dans les milieux littéraires et intellectuels de la ville marqués par Italo Svevo et les travaux de Sigmund Freud. Spécialiste de la littérature de la Mitteleuropa, il travaille comme consultant éditorial indépendant des maisons d'édition Bompiani et Einaudi et devient un proche de Luciano Foà – avec qui il cofonde les éditions Adelphi –, Adriano Olivetti, Umberto Saba, Giacomo Debenedetti, Virgilio Giotti, de l'artiste Rita Boley Bolaffio, d'Italo Calvino et du poète Eugenio Montale. Il a fait découvrir à ce dernier La Conscience de Zeno d'Italo Svevo.
Après sa mort, sa correspondance et certains de ses textes ont été publiés de manière posthume, dont son seul roman Il capitano di lungo corso (signifiant « Le capitaine au long cours ») en 1973.

## Publications posthumes
- 1968 : Lettere editoriali, documents
- 1970 : Note senza testo, documents
- 1970 : Intervista su Trieste, entretiens

- 1973 : Il capitano di lungo corso, roman
- 1984 : Scritti (incluant les Lettere a Montale), correspondance

## Hommages
Roberto Bazlen est le personnage central du roman Le Stade de Wimbledon de Daniele Del Giudice paru en 1983 et du film homonyme de Mathieu Amalric sorti en 2002.